# BAB2

BAB2 est un centre commercial des Pyrénées-Atlantiques regroupant un hypermarché Carrefour de 13 000 m2  entouré de quelque 120 boutiques, et appartenant à la société Carmila du groupe Carrefour.
L'hypermarché Carrefour est le premier hypermarché des Pyrénées-Atlantiques et l'un des premiers en Nouvelle-Aquitaine en matière de chiffre d'affaires.
Le centre se trouve avenue Jean-Léon Laporte à Anglet, au cœur de l'agglomération de Bayonne.

## Historique
Le centre commercial BAB2 ouvre en 1982, il s'agit alors du premier véritable centre commercial regroupant plusieurs enseignes sous le même toit sur la Côte Basque.
En 2014 le centre commercial change de main : il passe du groupe Unibail Rodamco au groupe Carmila, filiale de Carrefour.
En 2015 le centre commercial Ametzondo, situé à Saint-Pierre-d'Irube, comprenant un magasin Ikea et un hypermarché Carrefour ouvre ses portes, deux centres commerciaux d'importance se faisant concurrence à moins de 10 km l'un de l'autre. L'offre commerciale sur la côte Basque équivaudrait à celle de Strasbourg.
Plusieurs agrandissement ont eu lieu par la suite, dont en 2017 ou se terminent plus de 2 ans de travaux permettant à la galerie marchande de se doter de 30 enseignes supplémentaires. Le parking a également été étendu.

## Chiffres clés
- Ouverture en 1982
- 55 000 m2 de surface de vente